# Kochertal Schwäbisch Hall-Künzelsau
Das FFH-Gebiet Kochertal Schwäbisch Hall-Künzelsau ist ein 2005 durch das Regierungspräsidium Stuttgart nach der Richtlinie 92/43/EWG (Fauna-Flora-Habitat-Richtlinie) angemeldetes Schutzgebiet (Schutzgebietskennung DE-6824-341) im Landkreis Schwäbisch Hall und im Hohenlohekreis in Baden-Württemberg. Das FFH-Gebiet ist Bestandteil des europäischen Schutzgebietsnetzes Natura 2000. Mit Verordnung des Regierungspräsidiums Stuttgart zur Festlegung der Gebiete von gemeinschaftlicher Bedeutung vom 30. Oktober 2018 (in Kraft getreten am 11. Januar 2019), wurde das Schutzgebiet ausgewiesen.

## Beschreibung
Das FFH-Gebiet umfasst das Kochertal mit weitläufigen, oft südexponierten Trockenhängen, Grimmbachschluchten, große Laubwälder vor allem an nord- und ostexponierten Hängen und auf der Hochfläche, den Kocher und dessen Seitenbäche mit langen naturnahen Abschnitten sowie zehn Höhleneingänge.

## Schutzzweck
Folgende Lebensraumtypen nach Anhang I der FFH-Richtlinie kommen im Gebiet vor:
- Kalktuffquellen
- Kalk-(Halb-)Trockenrasen und ihre Verbuschungsstadien (* orchideenreiche Bestände)
- Pfeifengraswiesen
- Feuchte Hochstaudenfluren
- Magere Flachland-Mähwiesen
- Kalkfelsen mit Felsspaltenvegetation
- Schlucht- und Hangmischwälder
- Erlen-Eschen- und Weichholzauenwälder
- Labkraut-Eichen-Hainbuchenwälder
- Nicht touristisch erschlossene Höhlen
- Waldmeister-Buchenwälder
- Fließgewässer mit flutender Wasservegetation
- Natürliche und naturnahe nährstoffreiche Stillgewässer mit Laichkraut- oder Froschbiss-Gesellschaften